# Muenster
Muenster – miasto w Stanach Zjednoczonych, w stanie Teksas, w hrabstwie Cooke.